# Archibugiere

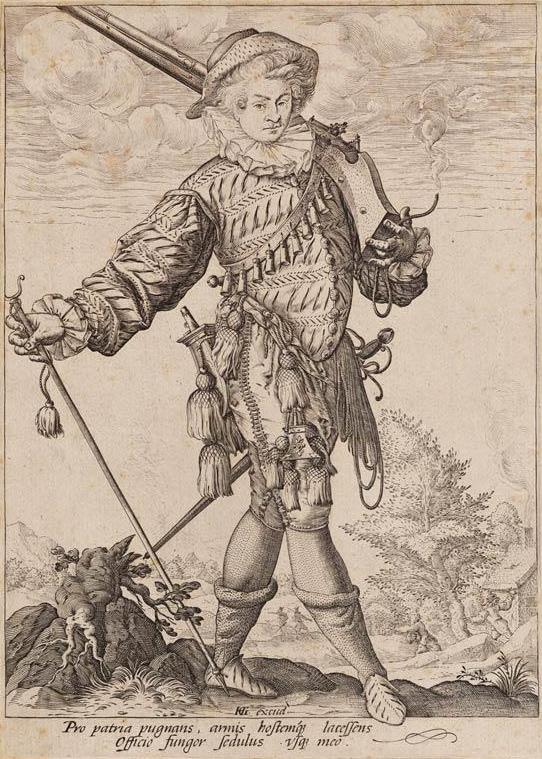
Archibugiere - acquaforte di Hendrick Goltzius, 1585.

Per archibugiere s'intende una unità militare di fanteria (un soldato) armato di archibugio. 
In Europa, il termine non indicò mai un corpo specifico dell'esercito di riferimento: archibugiere era quindi qualsiasi soldato capace di fare fuoco con un archibugio presentatosi all'arruolamento con la sua arma da fuoco.

## Storia

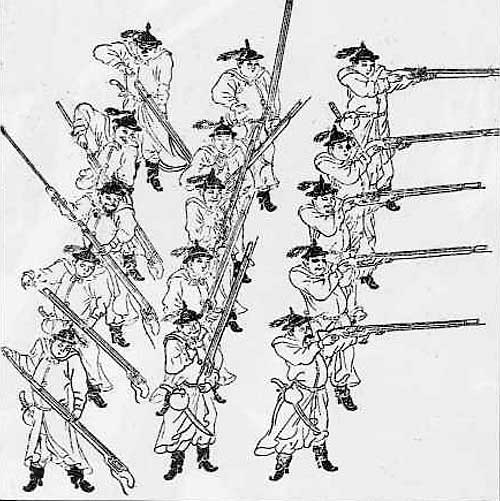
Archibugieri della Dinastia Ming.

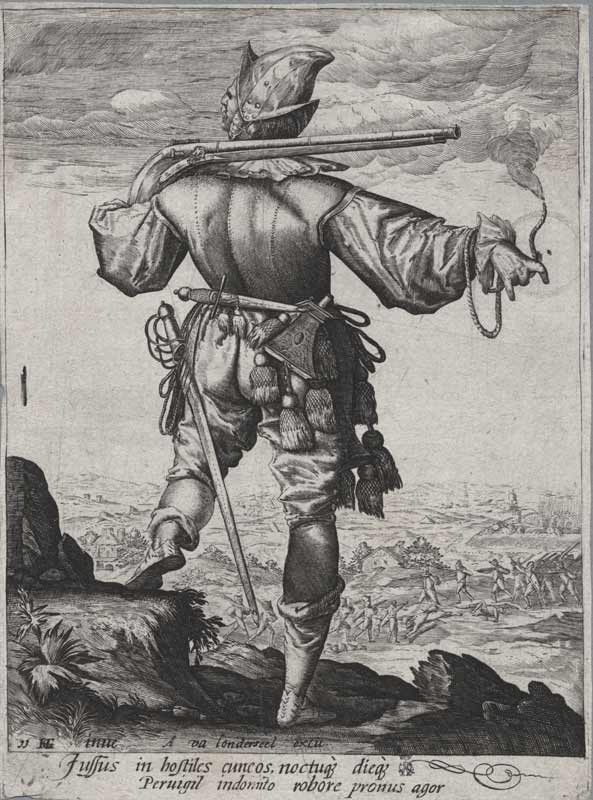
Archibugiere europeo - tardo XVI secolo.

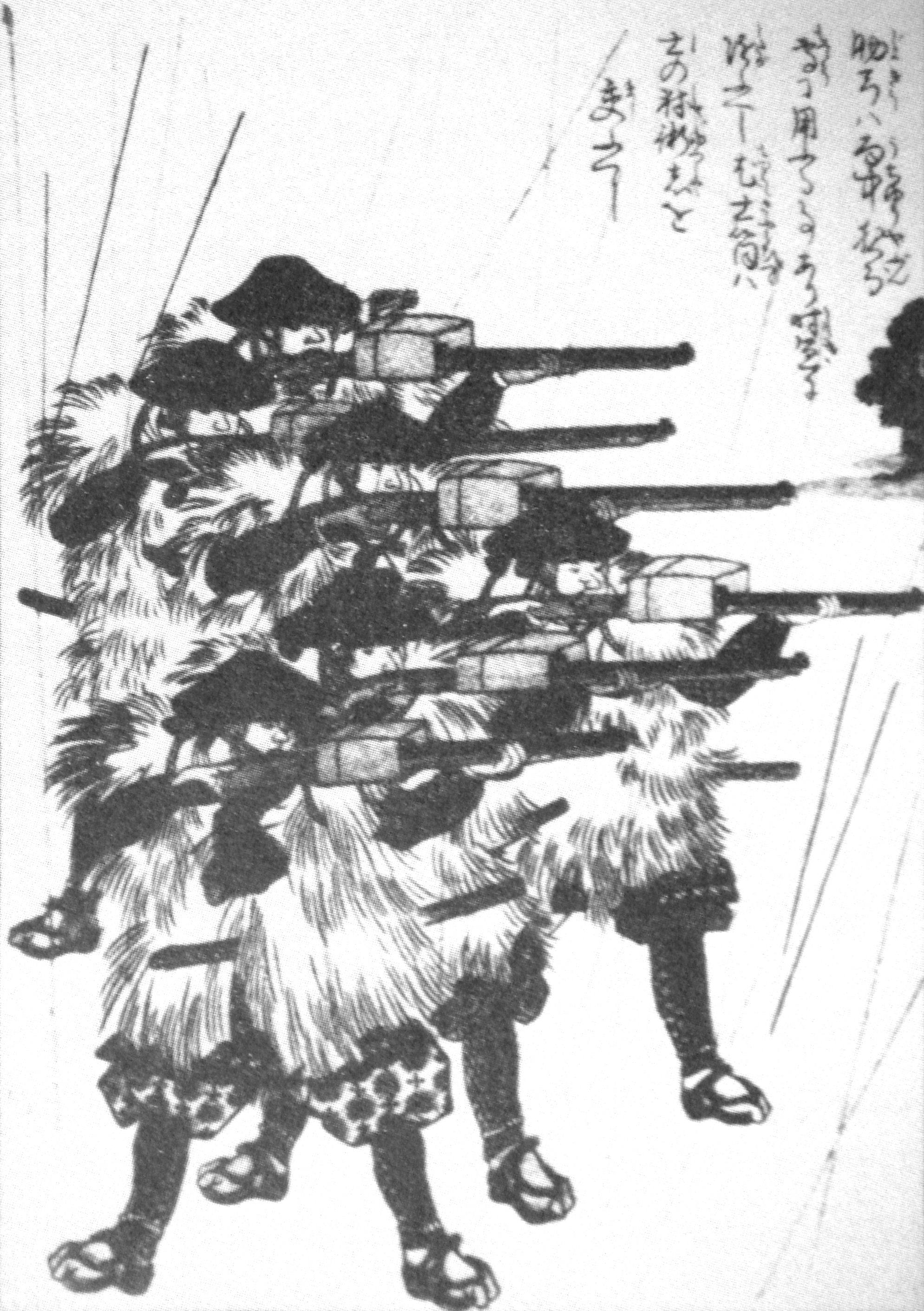
Archibugieri-Samurai equipaggiati per azioni anfibie.

Forme rudimentali di archibugio erano già in uso nell'Impero cinese al tempo della Dinastia Ming (tardo XIV secolo). Già in questo periodo, i generali cinesi compresero l'importanza di un uso plurale e non singolo dell'arma da fuoco portatile, spingendo per la creazione di apposito corpi dell'esercito destinati al maneggio degli archibugi prima e dei moschetti poi. Queste speciali forze di fanteria, inquadrate nella "Divisione del Divino Ingegno" (Shen-chi ying), vennero combinate alla cavalleria nelle operazioni militari volte a ricacciare i mongoli fuori dai confini imperiali. Nel 1387, uno schieramento di archibugieri su tre file permise ai cinesi di vanificare la carica degli elefanti da guerra presso Burma: nonostante la scarsa precisione delle armi, il volume di fuoco costante prodotto dallo schieramento (mentre una fila sparava, le altre due ricaricavano) sortì un effetto devastante sulle file nemiche.
Più interessante fu invece la risposta dei corpi di cavalleria all'introduzione in pianta stabile delle armi da fuoco portatili nell'armamentario. Sin dal XVI secolo la cavalleria pesante, pur mantenendo la spada e le armi bianche d'arcione (mazza d'arme, scure d'arcione etc.) abbandonò la lancia da giostra in favore della pistola o del più potente petrinale (sorta di pistola con canna molto lunga). Al fianco di queste unità di cavalleria dedite all'uso della pistola (corazzieri e pistolieri, gli Schwarze Reiter tedeschi) sorsero anche unità armate di archibugio. Il dragone era in buona sostanza un archibugiere di fanteria riqualificato a cavallo in modo da guadagnare rapidità. Si diffusero inoltre veri e propri corpi di archibugieri a cavallo, gli harquebusier, destinati a supportare con la loro maggiore potenza di fuoco i pistolieri durante il caracollo, la manovra d'avanzamento studiata per permettere ai cavalieri di scaricare le loro armi da fuoco sul quadrato di fanteria prima della carica risolutiva alla spada.
Già all'aprirsi del Cinquecento, un apposito corpo di archibugieri a cavallo, i piščal'niki, iniziò a militare per lo zar della Moscovia. Utilizzati durante la presa di Pskov (1510), Smolensk (1512) e ancora nel 1545, i piščal'niki vennero fatti oggetto di grandi attenzioni da parte dello zar che tentò di incentivarne il reclutamento garantendo a questo tipo di soldati donazioni fondiarie ed un regime fiscale sgravato.
L'uso dell'archibugio da parte degli Ussari alati della Confederazione Polacco-Lituana, il corpo di cavalleria più potente d'Europa tra Cinquecento e Seicento, fu invece un fenomeno tardo. Fermo restando l'uso delle pistole e, forse, dei petrinali da parte dei cavalieri, dai ranghi degli husaria non diede mai origine a un corpo simile ai piščal'niki russi, né l'uso dell'archibugio fu cosa consueta fino all'imposizione da parte della corona della carabina d'ordinanza nel 1680. È comunque possibile che corpi di harquebusier abbiano militato come mercenari per i polacco-lituani all'interno dei non ben precisati battaglioni di reiter (rajtaria in lingua polacca) assoldati dalla Confederazione.
L'impero ottomano, impegnato in una guerra costante contro gli Asburgo dal trattato di Gran Varadino (1538), armò di archibugio i suoi migliori fantaccini, i giannizzeri: al tempo del sultano Solimano il Magnifico (1520-1566), i giannizzeri erano rigorosamente armati di archibugio (all'Assedio di Malta, nel 1565, i turchi usavano archibugi tedeschi a canna lunga). Archibugi vennero utilizzati anche nella Battaglia di Tondibi (1590) che decretò la sconfitta dell'Impero Songhai da parte dei Saadi del Marocco.
Nel 1543 circa, l'archibugio venne introdotto per la prima volta in Giappone da Fernão Mendes Pinto e alcuni suoi compagni, naufragati accidentalmente sull'isola di Tanegashima, isola a sud di Kyūshū, terra del clan Shimazu. Entro il 1550, numerose copie degli archibugi portoghesi, note come Tanegashima-teppō (lett. "Bastone di legno di Tanegashima") erano già state prodotte e si erano diffuse sui campi di battaglia giapponesi. Nella Battaglia di Nagashino (1575), Oda Nobunaga ricorse in modo massiccio agli archibugieri: divise la truppa in tiratori e caricatori ed affidò ad ogni coppia tre archibugi.

Una volta affermatosi il regime dello Shogun Tokugawa, la produzione e l'uso delle armi da fuoco vennero fatti oggetto di un rigoroso controllo statale ma certamente non di un bando, come invece aveva inizialmente portato a supporre la visione spesso troppo romantica dell'età dei samurai. Proprio in quegli anni si sviluppò in Giappone un'arte marziale precipua per le armi da fuoco, lo hōjutsu.